# Holland Fen
Holland Fen – wieś w Anglii, w Lincolnshire. Leży 34,1 km od Lincoln i 168,2 km od Londynu. W latach 1870–1872 miejscowość liczyła 1223 mieszkańców (W przybliżeniu).